# سقوط النيزك
سقوط النيزك الشهب الساقطة (بالإنجليزية: Meteorite fall)‏ أو، وتسمى أيضا الشلالات المرصودة (بالإنجليزية: observed falls)‏ ، هي الأحجار النيزكية التي تجمع بعد سقوطها من الفضاء وترصد من قبل عامة الناس أو الأجهزة الآلية. وتسمى جميع النيازك الأخرى «إكتشافات». وهناك أكثر من 1100 سقطة نيزكية موثقة ومدرجة في قواعد البيانات المستخدمة على نطاق واسع.
اعتبارا من أوائل عام 2017، قاعدة بيانات النشرة النيزكية لديها 1,149 حالة سقوط مؤكدة (باستثناء الصخور التي يعثر عليها في مكان قريب على سطح الأرض التي تبين أن لا علاقة ترتبطها مع السقوط النيزكي وكذلك تلك الحالات التي مازال وضعها مشكوك فيه).

## الأهمية
النيازك الساقطة المرصودة مثيرة للاهتمام لعدة أسباب. أهمها أن مواد النيازك الساقطة لم تتعرض إلى التجوية الأرضية، مما يجعل العثور على نيزك ساقط مرشح أفضل للدراسة العلمية.ومن الناحية التاريخية، كانت الشلالات النيزكية المرصودة هي الأدلة الأكثر إلحاحا التي تدعم أن أصل النيازك خارج الأرض.
اعتبارا من أوائل عام 2017، قاعدة بيانات النشرة النيزكية لديها 1,149 حالة سقوط مؤكدة. مع إحصاءات للعقود السابقة:
| العقد     | عدد الحالات | المعدل السنوي |
| --------- | ----------- | ------------- |
| 1950-1959 | 60          | 6.0           |
| 1960-1969 | 63          | 6.3           |
| 1970-1979 | 60          | 6.0           |
| 1980-1989 | 56          | 5.6           |
| 1990-1999 | 58          | 5.8           |
| 2000-2009 | 65          | 6.5           |
| 2010-2016 | 44          | 6.3           |